# Jan Děčínský z Vartenberka
Jan IV. z Vartenberka a Děčína nebo též z Wartenbergu († 1409/1410) byl český šlechtic z rodu Vartenberků, vlastník děčínského panství se značným vlivem v jihovýchodním Krušnohoří. 

## Život
Jeho sestra Matylda (Metze) byla provdána za urozeného pána Anarga z Waldenburgu na Wolkensteinu. Po smrti manžela přijala 8. dubna 1386 od míšeňského markraběte Viléma I. jako vdovské věno panství Scharfenstein v údolí Sapavy. V této právní transakci vystupoval její bratr Jan z Vartenberka jako její poručník a musel přísahat, že se kvůli panství Scharfenstein nebude stavět proti míšeňskému markraběti.
Beneš z Vartenberka koupil podíl svého bratra Mikuláše a svou část poté odkázal bratrancům Janovi a Janu III. Gastovi z Vartenberka, jejichž děčínský majetek roku 1377 spravoval purkrabí Pešek Faulfiš. Václav a Jan III. Gast z Vartenberka zemřeli do roku 1383. Ve stejné době byli pravděpodobně mrtví také ostatní majitelé s výjimkou Jana z Vartenberka, jenž se stal poručníkem Gastových synů Jana, Beneše a Václava.
Dne 15. června 1397 od krále Zikmunda Lucemburského obdržel polské město Kostřín.
Bratři Vartenberkové drželi Děčín v nedílu, ale panství spravoval nejstarší Jan IV. z Vartenberka a Děčína. Později se o majetek rozdělili. Většinu si ponechal Jan. Václav dostal menší část děčínského panství, na které si založil hrad Blansko a Beneše Jan vyplatil. Aby získal dostatek peněz, musel zastavit hrad Střekov. Jan IV. z Vartenberka a Děčína zemřel na přelomu let 1409 a 1410 a zanechal po sobě syny Zikmunda a Jana Děčínského. Bratři Zikmund a Jan se tři roky po otcově smrti rozdělili o dědictví. Děčínský hrad nejspíše vlastnili společně, ale vládl na něm Zikmund. V době husitských válek stál nejprve na katolické straně, a proto husitské vojsko vedené hejtmanem Janem Žižkou roku 1423 vypálilo město Děčín.